# Ootheca apicalis
Ootheca apicalis es una especie de insecto coleóptero de la familia Chrysomelidae.
Fue descrita en 1956 por Bryant.